# الأكاديمية البحرية (تركيا)
الأكاديمية البحرية التركية (بالتركية: Naval Harp Okulu)‏ هي أكاديمية عسكرية مختلطة مدتها أربع سنوات وجزء من جامعة الدفاع الوطني. تقع في منطقة توزلا في إسطنبول. وتتمثل مهمتها في تطوير الطلاب العسكريين عقليًا وجسديًا للخدمة كضباط بتكليف في القوات البحرية التركية. يجب عدم الخلط بينه وبين الكلية الحربية البحرية.